# Championnats du monde de tir à l'arc 1957
Navigation
Édition précédente Édition suivante
Les championnats du monde de tir à l'arc 1947 sont une compétition sportive de tir à l'arc organisés en 1957 à Prague, en Tchécoslovaquie. Il s'agit de la dix-huitième édition des championnats du monde de tir à l'arc.